# Río Macaguanigua
El río Macaguanigua es uno de los ríos que pertenece a la extensa red fluvial que posee Baracoa, provincia de Guantánamo, en Cuba.

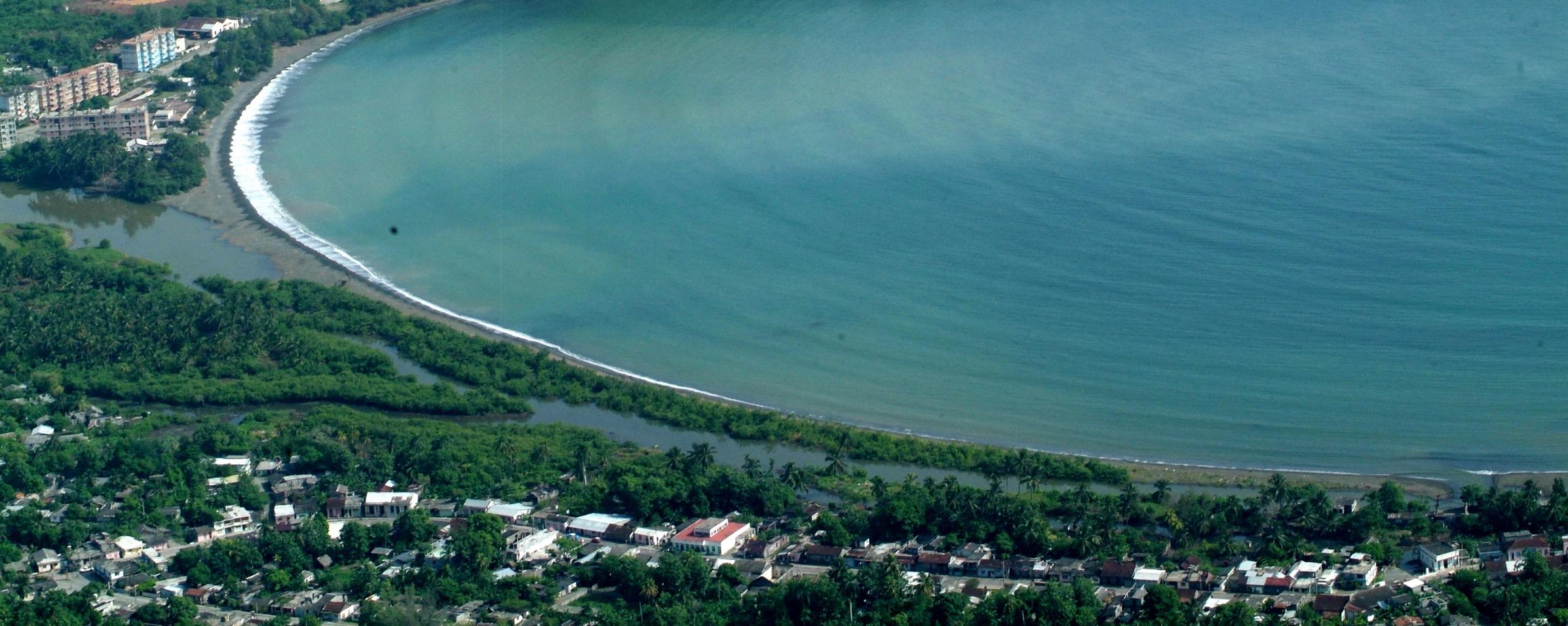
Desembocadura del río

Se encuentra ubicado en el grupo montañoso Sagua-Baracoa,en la parte oriental de la Isla de Cuba, casi paralelo al río Duaba. Corre de suroeste a noroeste y desemboca en la Bahía de Baracoa.
No es navegable. De los ríos de Baracoa es el único que atraviesa parte de la ciudad y en sus márgenes, entre el consejo popular La Playa y El Turey, está asentada gran parte de su población.